# Chrysopilus decisus
Chrysopilus decisus är en tvåvingeart som först beskrevs av Walker 1857.  Chrysopilus decisus ingår i släktet Chrysopilus och familjen snäppflugor. Inga underarter finns listade i Catalogue of Life.